# Espacio con un número transfinito de dimensiones
Los espacios con un número transfinito de dimensiones o espacios transfinito dimensionales surgen como una generalización de los espacios euclidianos, de los espacios de Riemann (espacios n-dimensionales con curvatura), de los espacios de Hilbert (espacios con un número infinito de dimensiones) y generalizan el estudio de los espacios continuo dimensional (espacios que tienen tantas dimensiones como la cardinalidad de los números reales), ya que estudian los espacios que tienen una cardinalidad mayor que la cardinalidad de los números naturales.